# Adaptionen von Werken von Oscar Wilde

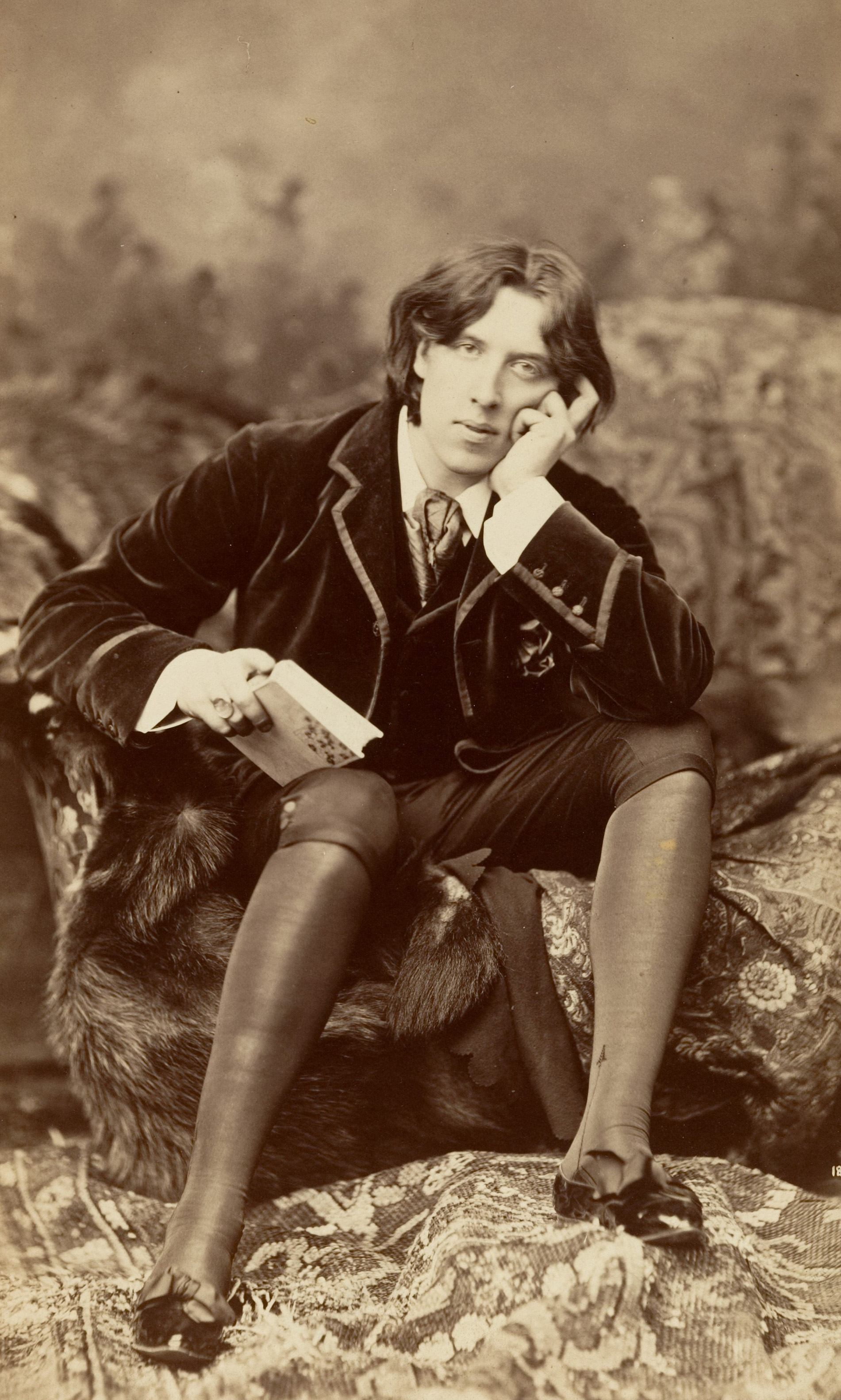
Oscar Wilde, 1882

Nachfolgend eine Auswahl von Adaptionen von Werken von Oscar Wilde.

## The Ballad of Reading Gaol
Siehe auch: The Ballad of Reading Gaol

### Musik
- Jacques Ibert komponierte das Ballett La ballade de la geôle de Reading.
- Gavin Friday veröffentlichte 1989 das Lied Each Man Kills The Thing He Loves auf dem gleichnamigen Album. Der Text besteht aus Passagen aus Wildes Gedicht.
- Arthur Wills verwendete Teile des Textes in seinem Chorwerk The Sacrifice of God.
- Donald Swann vertonte das Gedicht in seinem Musikzyklus The Poetic Image: A Victorian Song Cycle.
- Giovanna Marini vertonte The Ballad of Reading Gaol 2004 zusammen mit Oscar Wildes Brief De Profundis.
- Pete Doherty zitiert einige Zeilen des Gedichts in seinem Lied Broken Love Song.

## Das Bildnis des Dorian Gray
Siehe auch: Das Bildnis des Doran Gray

### Ballettfassungen
- 1952 von Jean Marais und Ned Rorem in Barcelona
- 1955 von Bico van Larsky und Alexander Nikolajewitsch Skrjabin in Augsburg
- 1963 von Paul Walter Fürst und Ernst Jandl
- 1966 von Max Lang und Wazlav Orlikowsky in Basel
- 1972 von Joe Layton, Alexander Nikolajewitsch Skrjabin und Henri Pousseur in New York City
- 1974 von Shela Xoregos und Janice Giteck in San Francisco
- 1984 von Heinz Weitz und John Longstaff in Kiel
- 1987 von Derek Deane und Carl Davis in London
- 1988 von Saeko Ichinoe und Ivana Themmen
- 2008 von Matthew Bourne in Edinburgh
- 2009 von Anna Vita in Würzburg
- 2013 von Michael Pink und Tobias PM Schneid in Augsburg
- 2014 von Richard Ševčík in Pilsen
- 2016 von Lode Devos in Cottbus

### Opernfassungen
- 1930 – Dorian Gray von Karl Flick-Steger, Uraufführung in Aussig
- 1948 – Dorian Gray von Hans Schaeuble (1906–1988), Uraufführung in Arosa (eine revidierte Fassung entstand 1974)
- 1962 – Dorian Gray von Robert Hanell, Uraufführung in Dresden
- 1973 – Dorian Gray von Hans Kox (* 1930), Uraufführung in Amsterdam (eine revidierte Fassung entstand 1976)
- 1996 – The Picture of Dorian Gray von Lowell Liebermann, Uraufführung in Monte-Carlo
- 2011 – Das Bildnis des Dorian Gray von Andreas Durban, Uraufführung in Köln
- 2013 – The Picture of Dorian Gray, Tanzoper von Thomas Agerfeldt Olesen, Uraufführung in Aarhus
- 2013 – Dorian Gray von Ľubica Čekovská, Uraufführung in Bratislava
- 2016 – Das Bildnis des Dorian Gray von Thorsten Bihegue, Uraufführung in Dortmund

### Musicalfassungen
- 1985 – Dorian von Randy Bowers, Uraufführung in Los Angeles
- 1990 – Dorian Gray – The Musical von Mátyás Várkonyi, Gunar Braunke und János Àcs, Uraufführung in Budapest (später auch in Heilbronn und London produziert)
- 1990 – Dorian Gray von Joseph Bravaco und Robert Cioffi, Uraufführung in New York
- 1990 – Dorian Gray von Nan Barcan, Michael Rubell und Robert Petito, Uraufführung in New York
- 1994 – Dorian Gray von Allan Reiser, Don Price und Gary David Levinson, Uraufführung in New York
- 1997 – Dorian Gray von David Reeves, Uraufführung in London
- 1997 – Dorian Gray. A New Musical von Edward Reyes und Thomas Sheehan, Uraufführung in Fort Collins
- 2008 – Dorian, the Remarkable Mister Gray von Randy Bowser, Uraufführung in Oregon City
- 2009 – Dorian. Das Musical von Angelika Baake, Thomas Poppendieck und Gernot Neppert, Uraufführung in Hamburg
- 2013 – Dorian Gray, Musical-Oper von Roland Fister, Uraufführung am Landestheater Coburg
- 2016 – The Picture of Dorian Gray von Cho Yong-shin und Kim Moon-jeong, Uraufführung in Seongnam

### Theaterfassungen
- 1910 (Detroit/Temple Theatre)
- 1913 (London/Vaudeville Theatre)
- 1928 (New York/Chanin’s Baltimore Theatre)
- 1936 (New York/Comedy Theatre)
- 1945 (Dublin/Gate Theatre)
- 1947 (London/Q Theatre)
- 1963 (New York/Showboat Theatre)
- 1967 (Watford/Palace Theatre)
- 1975 (London/Greenwich Theatre)
- 1977 (New York/Van Dam Theatre)
- 1985 (deutsche Fassung von Bruno Klimek, München/Studio Theater)
- 1990 (New York/Odyssey Theatre)
- 1991 (Watford/Palace Theatre)
- 1991 (Glasgow/Citizens’ Theatre)
- 1993 (London/Barons Court Theatre)
- 1994 (London/Battersea Arts Centre)
- 1994 (London/Barons Court Theatre)
- 1994 (London/Lyric Hammersmith)
- 1995 (Dublin/Gate Theatre)
- 1997 (London/Barons Court Theatre)
- 1999 (London/The Attic Theatre)
- 2008 (Stralsund/Theater Vorpommern)
- 2008 (Baden-Baden, Bearbeitung von John von Düffel)
- 2010 (Wien/Burgtheater)
- 2013 (Enns/Theater Sellawie)
- 2013 (Würzburg/Theaterwerkstatt, Bearbeitung von Cornelia Wagner)
- 2013 (Bochum/ROTTSTR 5 Theater)
- 2017 (Buxtehude/Halepaghen-Bühne, Bearbeitung als multimediales Theaterstück von Jannik Graf)
- 2018 (Freiburg i. Br./Theater der Immoralisten)
- 2022 (Schauspielhaus Düsseldorf / Text von Darryl Pinckney, Inszenierung von Robert Wilson)

### Verfilmungen
- 1910: Dorian Grays Portræt, Regie: Axel Strøm
- 1913: The Picture of Dorian Gray, Regie: Phillips Smalley
- 1915: Portret Doriana Greja, Russland, Regie: Wsewolod Meyerhold
- 1916: The Picture of Dorian Gray, Regie: Fred Durrant
- 1917: Das Bildnis des Dorian Gray, Regie: Richard Oswald
- 1917: Az élet királya, Regie: Alfréd Deésy
- 1945: Das Bildnis des Dorian Gray, Regie: Albert Lewin
- 1970: Das Bildnis des Dorian Gray, Regie: Massimo Dallamano
- 1973: Das Bildnis des Dorian Gray, Regie: Glenn Jordan
- 1976: Das Bildnis des Dorian Gray, Regie: John Gorrie
- 1977: Le Portrait de Dorian Gray, Regie: Pierre Boutron
- 1984: Dorian Gray im Spiegel der Boulevardpresse, Regie: Ulrike Ottinger
- 2004: Dorian – Pakt mit dem Teufel, Regie: Allan A. Goldstein
- 2005: The Picture of Dorian Gray, Regie: David Rosenbaum
- 2005: Dorian, Regie: Vincent Kirk
- 2006: The Picture of Dorian Gray, Regie: Duncan Roy
- 2009: Das Bildnis des Dorian Gray, Regie: Oliver Parker

Parodie
- 1916: Das Bildnis des Florian Klee[1]

### Hörspiele und Hörbücher
- 1948 – Produktion des NWDR Hamburg; Regie: Hans Quest, Titelrolle: Harry Meyen
- 1955 – Produktion des HR; Regie: Theodor Steiner, Titelrolle: Jürgen Goslar
- 1979 – Produktion des HR; Sprecher: Wolfgang Reichmann
- 2000 – Produktion des WDR in 3 Teilen; Regie: Klaus-Dieter Pittrich, Titelrolle: Bastian Trost
- 2009 – Produktion des Labels Maritim („Meister des Schreckens“, Folge 6); Titelrolle: Florian Halm
- 2009 – Produktion des Labels Titania-Medien („Gruselkabinett“, Folgen 36 und 37); Regie: Stephan Bosenius und Marc Gruppe, Titelrolle: David Turba
- 2009 – Produktion von Audible; Sprecher: Lutz Riedel
- 2012 – Produktion des Argon Verlags; Sprecher: Jan Josef Liefers

### Comicadaptionen
- 1992 von Fiern Siegel und Pabblo Marcos
- 1997 von Serge Le Tendre und Patrick Jusseaume
- 2008 von Roy Thomas und Sebastian Fiumara
- 2008 von Stanislas Gros
- 2010 von Daniel Conner und Chris Allen
- 2010 von Ian Edginton und I.N.J. Culbard
- 2012 von Federico De Luca, Darren G. Davis und Scott Davis

## Eine Frau ohne Bedeutung
Siehe auch: Eine Frau ohne Bedeutung

### Verfilmungen
- 1936: Eine Frau ohne Bedeutung – Regie: Hans Steinhoff
- 1964: Eine Frau ohne Bedeutung – Regie: Wolfgang Glück (Fernsehfilm)
- 1969: Eine Frau ohne Bedeutung – Regie: Georg Wildhagen (Fernsehfilm)

## Der Geburtstag der Infantin
Siehe auch: Der Geburtstag der Infantin

### Oper
- 1922: „Der Zwerg“ von Alexander von Zemlinsky

## Das Gespenst von Canterville
Siehe auch: Das Gespenst von Canterville

### Verfilmungen
- 1944: Das Gespenst von Canterville, Regie: Jules Dassin, als Gespenst: Charles Laughton
- 1964: Das Gespenst von Canterville, deutscher Fernsehfilm mit Barry McDaniel und Charles Brauer
- 1972: Kentervilskoe prividenie (Кентервильское привидение), sowjetischer Zeichentrickfilm
- 1974: The Canterville Ghost, mit David Niven als Gespenst und James Whitmore
- 1985: The Canterville Ghost, TV-Verfilmung mit Richard Kiley
- 1986: The Canterville Ghost, TV-Verfilmung mit John Gielgud als Gespenst und Alyssa Milano als Jennifer Canterville (entspricht der Rolle der Virginia Otis in der Erzählung)
- 1988: The Canterville Ghost, US-amerikanischer Animation-Kurzfilm
- 1990: The Canterville Ghost, Animation-Kurzfilm
- 1996: Das Gespenst von Canterville, TV-Verfilmung mit Patrick Stewart als Gespenst und Neve Campbell als Virginia Otis
- 1997: The Canterville Ghost, TV-Verfilmung mit Ian Richardson und Celia Imrie
- 2001: The Canterville Ghost, Animationsfilm
- 2005: Das Gespenst von Canterville, deutsche TV-Umsetzung (unter anderem mit Armin Rohde)
- 2008: Bhoothnath – Ein Geist zum Liebhaben (Bollywoodadaption)
- 2016: Le Fantôme de Canterville Film von Yann Samuell

### Hörspiele
- 1946: Das Gespenst von Canterville – Regie: Alfred Vohrer, mit Ferry Dittrich (Gespenst) und Johannes Marx, Fritz Klippel, Herbert Herbe (SDR)
- 1946: Das Gespenst von Canterville – Regie: Fritz Benscher – Sprecher nicht bekannt – (BR)
- 1948: Das Gespenst von Canterville – Regie und Sprecher nicht bekannt (Berliner Rundfunk)
- 1952: Das Gespenst von Canterville – Regie: Wolf Schmidt, mit Bernhard Minetti (Gespenst) und Konrad Georg, Friedrich Schoenfelder, Lieselotte Bettin (HR)
- 1953: Das Gespenst von Canterville – Regie: Willy Purucker, mit Rolf Olsen (Gespenst) und Fritz Rasp, Hans Nielsen, Pamela Wedekind (BR)
- 1992: Das Gespenst von Canterville – Regie: Gerda Zschiedrich, mit Friedo Solter (Gespenst) und Käthe Reichel, Klaus Piontek, Heide Kipp (DS Kultur)
- 1993: Das Gespenst von Canterville – Regie: Lilian Westphal, mit Henning Schlüter (Gespenst) und Peter Fricke, Marion van de Kamp, Robinson Reichel (BR)
- 2003: Das Gespenst von Canterville – Regie: Judith Lorentz, mit Stefan Kaminski (Zitator: u. a. Gespenst) und Peter Fricke, Laura Maire (SWR)
- 2005: Das Gespenst von Canterville – Regie nicht bekannt, mit Katharina Thalbach (Random House Audio)
- 2011: Das Gespenst von Canterville – Regie: Stephan Bosenius und Marc Gruppe, mit Hasso Zorn (Erzähler), Friedrich Georg Beckhaus (Gespenst), Eckart Dux, Boris Tessmann, Gudrun Landgrebe, Jan Makino, Annina Braunmiller, Dagmar von Kurmin, Jochen Schröder, Max Felder, Daniela Reidies, Sascha Rotermund, Petra Barthel, (Gruselkabinett)

### Theater
- 1997: Spielfassung von Thomas Birkmeir für Kinder von 6 bis 10 Jahren für das Theater der Jugend (Wien) bei www.kaiserverlag.at
- 2008: Eine Spielfassung für einen Schauspieler (Zuschauer ab zehn Jahre) von Stefan Karthaus und Joachim Berger am FWT Köln
- 2009: Zwei Fassungen (Familienstück und Musical) „Gespenst(er) von Canterville“ beim Bautzener Theatersommer.
- 2010: Gabriele Maute: Das Gespenst von Canterville. Ein Theaterstück nach Oscar Wilde. Textausgabe mit Materialien. (Spielfassung für Kinder), Schroedel Verlag
- 2010: dramatisierte und inszenierte der Regisseur Sascha Krohn Das Gespenst von Canterville für das Festival Annaberg goes Wilde – The Canterville Ghost Project. Die Uraufführung fand am 3. September 2010 in Annaberg-Buchholz in einem ehemaligen Klostergarten statt.
- 2014: Kinder- und Familienstück von Regisseurin Susanne Lietzow am Staatsschauspiel Dresden, Premiere am 31. Oktober 2014

### Musiktheater
- „Spuk im Schloss, oder Böse Zeiten für Gespenster“, Oper mit Musik von Jaroslav Křička, Libretto von Jan Löwenbach, bearbeitet von Max Brod. Uraufführung Stadttheater Breslau, 14. November 1931.
- „Das Gespenst von Canterville“, Fernsehoper mit Musik von Heinrich Sutermeister, Libretto vom Komponisten. Ursendung im ZDF, 6. September 1964.
- „The Canterville Ghost“, Fernsehmusical mit Musik von Jerry Bock, Libretto von Sheldon Harnick. Ursendung im Network ABC, 2. November 1966.
- „The Canterville Ghost“, Kinderoper mit Musik von Martin Kalmanoff, Libretto vom Komponisten. Uraufführung Judson Hall, New York, 11. März 1967.
- „Кентервильское привидение“, Oper mit Musik von Alexander Aronowitsch Knaifel (1965/66), Libretto von Tamara Kramarova. Uraufführung im Hauser der Leningrader Союз композиторов, 26. Februar 1974.
- „Kentervilski duh“, Oper von Boris Papandopulo, Libretto von Nenad Turkalj. Uraufführung Osijek 5. Juni 1979.
- „Spöket på Canterville“, Oper von Arne Mellnäs, Libretto vom Komponisten. Uraufführung Norrlandsoperan Umeå 25. April 1981.
- „Das Gespenst von Canterville“, Familienoper mit Musik von Marius Felix Lange nach einem Libretto von Michael Frowin. Uraufführung Opernhaus Zürich 23. November 2013, Neufassung 2. November 2014 Komische Oper Berlin.
- 2014: „Das Schlossgespenst und der Geist von Canterville“: Kinderoper mit Musik von Danyal Dhondy (Musik), Libretto von Kerstin Weiß und Enke Eisenberg. Uraufführung im Rahmen der Schlossfestspiele Marburg am 19. Juli 2014.
- „The Canterville Ghost“: Opereinakter mit Musik von Gordon Getty, Libretto vom Komponisten. Uraufführung Oper Leipzig, 9. Mai 2015.

### Bilderbuch
- Das Gespenst von Canterville, Bilderbuch von Joelle Tourlonias, Verlagshaus Jacoby & Stuart. Berlin 2014, ISBN 3-942787-48-2

## Ein Idealer Gatte
Siehe auch: Ein idealer Gatte

### Verfilmungen
- 1935: Ein idealer Gatte – Regie: Herbert Selpin
- 1947: Ein idealer Gatte (An ideal Husband) – Regie: Alexander Korda
- 1958: Ein idealer Gatte – Regie: Hanns Farenburg
- 1965: Ein idealer Gatte – Regie: Detlof Krüger (Fernsehfilm)
- 1966: Ein idealer Gatte – Regie: Franz Josef Wild (Fernsehfilm)
- 1969: An Ideal Husband – Regie: Rudolph Cartier (Fernsehfilm)
- 1972: Un mari idéal – Regie: Pierre Sabbagh
- 1981: Идеальный муж – Regie: Viktor Georgiev
- 1982: Un marido ideal II – Regie: Francisco Abad (Fernsehfilm)
- 1984: Ein Idealer Gatte – Regie: Hans Jaray (Fernsehfilm) ORF
- 1986: Ein idealer Gatte – Regie: Michael Knof (Studioaufzeichnung eines Fernsehfilms)
- 1999: Ein perfekter Ehemann (An ideal Husband) – Regie: Oliver Parker
- 2000: An Ideal Husband – Regie: William P. Cartlidge
- 2002: Ideální manzel – Regie: Zdeněk Zelenka (Fernsehfilm)
- 2018: An Ideal Husband – Regie: Jonathan Church

## The Importance of Being Earnest
Siehe auch: The Importance of Being Earnest

### Verfilmungen
- 1952: Ernst sein ist alles, Regie: Anthony Asquith
- 1976: Keine Hochzeit ohne Ernst, (Fernsehen der DDR), Regie: Kurt Jung-Alsen, u. a. mit Renate Blume, Ezard Haußmann, Rolf Herricht und Inge Keller
- 1979: Jak je důležité míti Filipa, die tschechische Version von The Importance of Being Earnest (Fernsehen der ČSSR), Regie: Jiří Bělka, mit Josef Abrhám, Jaromír Hanzlík, Nada Konvalinková, Libuše Šafránková (Gwendolen Fairfax), Stella Zázvorková, Zdena Hadrbolcová, Lubomír Kostelka, Svatopluk Beneš
- 1992: The Importance of Being Earnest, Regie: Kurt Baker
- 2002: Ernst sein ist alles, Regie: Oliver Parker
- 2011: The Importance of Being Earnest, TV-Film, Regie: Brian Bedford, David Stern

### Musikalische Bearbeitung
- 1927: Oh Earnest, amerikanisches Musical
- 1960er Jahre: Ernest in Love, Off-Broadway-Musical mit Texten von Anne Croswell und Musik von Lee Pockriss
- 1963: Erik Chisholm: The Importance of Being Earnest, „Comic opera“ in drei Akten
- 1964: Gerd Natschinski: Mein Freund Bunbury, Musical, Uraufführung am Metropol-Theater, Ost-Berlin
- 2011: Gerald Barry: The Importance of Being Earnest, Oper in drei Akten, Uraufführung in der Walt Disney Concert Hall, Los Angeles

### Hörspiele
- 1925: Bunbury – Bearbeitung: Hans Bodenstedt, Regie: Hermann Beyer1947: Bunbury – Bearbeitung und Regie: Alfred Schulz-Escher (HR)
- 1948: Wie wichtig ist es, ernst zu sein – Bearbeitung und Regie: Helmut Brennicke
- 1949: Bunbury – Komposition: Karl Sczuka, Bearbeitung und Regie: Karl Peter Biltz
- 1955: Bunbury – Komposition: Herbert Jarczyk, Bearbeitung: Hartmann Goertz, Regie: Heinz-Günter Stamm
- 1970: Bunbury – Komposition: Franz Grothe und Willi Dehmel, Regie: Ferry Bauer (ORF Oberösterreich)
- 1975: Bunbury – Bearbeitung und Regie: Klaus Gmeiner (ORF Salzburg/SFB)

## Lady Windermeres Fächer
Siehe auch: Lady Windermeres Fächer

### Verfilmungen
- 1925: Lady Windermeres Fächer, Regie: Ernst Lubitsch
- 1935: Lady Windermeres Fächer, Regie: Heinz Hilpert
- 1949: Lady Windermeres Fächer, Regie: Otto Preminger

## Die Nachtigall und die Rose
Siehe auch: Die Nachtigall und die Rose

### Hörbuch
- Die Nachtigall und die Rose, gelesen von Anna R. von Rosenstolz, Verlag: der sprachraum

## Der selbstsüchtige Riese
Siehe auch: Der selbstsüchtige Riese

### Verfilmung
- 1971:„Der selbstsüchtige Riese“, Zeichentrickfilm, Regie: Peter Sander[2]
- 2013:„The Selfish Giant“ Regie: Clio Barnard[3][4]

## Das Sternenkind
Siehe auch: Das Sternenkind

### Verfilmungen
- 1958: Звёздный мальчик (Swjosdny maltschik)–Regie: Anatoly Dudorov, Evgeny Zilbershtein[5]
- 1984: Сказка о Звёздном мальчике (Skaska o Swjosdnom maltschike)–Regie: Leonid Netschajew[6]

### Oper
- 2005: Das Sternenkind von Hans-André Stamm